# 야시카 미니스터 II
야시카 미니스터 II(Yashica Minister II)는 1962년 야시카에 의해 일본에서 만들어진, 셀레니움 미터를 내장한 35mm 레인지 파인더 카메라다.

## 사양
- 거꾸로 가는 시계[깨진 링크(과거 내용 찾기)]
- 매뉴얼 보관됨 2016-03-04 - 웨이백 머신